# Baker (Montana)
Baker é uma cidade localizada no estado americano de Montana, no Condado de Fallon.

## Demografia
Segundo o censo americano de 2000, a sua população era de 1695 habitantes.
Em 2006, foi estimada uma população de 1629, um decréscimo de 66 (-3.9%).
A população de Baker em 2011 era de 1.741 habitantes, de acordo com o censo levado a cabo nesse ano.

## Geografia
De acordo com o United States Census Bureau tem uma área de
2,4 km², dos quais 2,2 km² cobertos por terra e 0,2 km² cobertos por água. Baker localiza-se a aproximadamente 895 m acima do nível do mar.

## Localidades na vizinhança
O diagrama seguinte representa as localidades num raio de 48 km ao redor de Baker.